# 克拉馬倫基
49°10′37″N 33°35′45″E / 49.17694°N 33.59583°E
克拉馬倫基（烏克蘭語：Крамаренки），是烏克蘭的村落，位於該國中部波爾塔瓦州，由克列緬丘格區負責管轄，處於普肖爾河左岸，分別距離扎普西爾利亞1.5公里和庫濟緬基2.5公里，海拔高度67米，2001年人口96。